# Tomislav Ivić
Tomislav Ivić (Split, 30 de junho de 1933 - 24 de junho de 2011) foi um jogador de futebol jugoslavo que atuava como atacante.
Mais tarde, também foi treinador. Conquistou títulos em sete países diferentes e orientou quatro selecções.
Morreu na Croácia a 24 de junho de 2011 na sequência de problemas cardíacos.

## Carreira

### Em Portugal
Na primeira vez em que foi treinador do FC Porto conquistou quatro títulos, incluindo uma Supertaça Europeia e uma Taça Intercontinental.
Antes já tinha vencido a Liga holandesa com o Ajax, o Campeonato belga com o Anderlecht e o Campeonato grego com o Panathinaikos.
Em 1988, porém, deixou o FC Porto para integrar o quadro técnico da selecção da Jugoslávia.
Regressou a Portugal em 1992, desta vez para orientar o Benfica. O percurso, porém, sem títulos nem glória, Ivić deixaria a Luz para rumar às Antas, novamente.
Na segunda aventura no FC Porto, de resto, esteve muito longe do brilharete da primeira e sairia a meio da época, em janeiro de 1994.

## Carreira de treinador
- 69-72 : NK Split, Jugoslávia.
- 72-76 : Hajduk Split Jugoslávia.
- 76-78 : Ajax Amsterdam Holanda
- 78-80 : Hajduk Split Jugoslávia.
- 80-83 : RSC Anderlecht Bélgica
- 83-84 : Hajduk Split Jugoslávia.
- 84-84 : Dinamo Zagreb Jugoslávia.
- 87-88 : FC Porto Portugal.
- 88-90 : Paris Saint-Germain França
- 90    : Atlético Madrid Espanha
- 90-92 : Olympique de Marselha França.
- 92-93 : Benfica Portugal.
- 93-94 : FC Porto Portugal.
- 01-02 : Olympique de Marselha França.